# Diplacina smaragdina
Diplacina smaragdina is een libellensoort uit de familie van de korenbouten (Libellulidae), onderorde echte libellen (Anisoptera).
De wetenschappelijke naam Diplacina smaragdina is voor het eerst geldig gepubliceerd in 1878 door Selys.